# Yucca tenuistyla
Yucca tenuistyla es una especie de planta fanerógama en la familia Asparagaceae.

## Distribución y hábitat
Se encuentra entre los matorrales cerca de la costa de Texas, en alturas inferiores a 200 metros. 

## Descripción
Yucca tenuistyla tiene un corto tronco, casi sin tallo, formando colonias de rosetas . Las hojas pueden alcanzar un tamaño de hasta 70 cm de largo, pero de sólo 2 cm de ancho. El tallo de floración puede ser de hasta 100 cm de altura, llevando muchas flores colgantes. Frutas secas, con semillas de color negro brillante.

## Taxonomía
Yucca tenuistyla fue descrita por William Trelease y publicado en Annual Report of the Missouri Botanical Garden 13: 53–54, pl. 17, f. 2, pl. 18–19, pl. 83, f. 3, pl. 92, f. 1. 1902.
Etimología
Yucca: nombre genérico que fue nombrado por Carlos Linneo y que deriva por error de la palabra taína: yuca (escrita con una sola "c").
tenuistyla: epíteto latíno que significa "con estilos delgados".